# トンネル塵肺訴訟
トンネル塵肺訴訟（トンネルじんはいそしょう、トンネルじんぱいそしょう）は、公共事業で鉄道や道路のトンネル掘削工事に従事した労働者が国やゼネコンを相手取り、塵肺被害補償を求めた訴訟のことである。トンネル建設現場における測定の義務づけなどを国の制度として確立するよう求めていたが、2007年6月、「1、塵肺対策を強化　2、原告は賠償請求を放棄　3、国が遺族に哀悼とお見舞いの言葉を述べる－」などの内容で国と和解した。

## 概要
塵肺は、鉱山労働者の職業病として古くから知られていた。1980年代以降、金属鉱山や炭鉱の塵肺被害訴訟が多発した。また、トンネル工事で塵肺になった患者が発生し、被害訴訟が起こされている。2004年4月、筑豊じん肺訴訟、石炭じん肺訴訟で初めて国の責任が確定した最高裁判決が出た。

## 訴訟
北海道のゼネコン会社従業員が、会社と国を相手に塵肺の補償をめぐって起こした訴訟のことである。
2005年5月、企業側とは従業員との間で決着がついたが、国家補償訴訟は継続されていた。

### トンネルじん肺愛媛訴訟
2007年1月31日、愛媛県でのトンネルじん肺訴訟が松山地方裁判所（澤野芳夫裁判長）で結審した。原告27人のうち24人（3人は国のみを被告として提訴）に、被告である大手ゼネコンらが約2億5300万円の損害賠償金を支払うことで和解が成立した。国への判決は今年の3月30日に出される。